# Rosie Stephenson-Goodknight
Pour les articles homonymes, voir Stephenson.
Rosie Stephenson-Goodknight est une administratrice américaine du secteur de la santé et contributrice à la version anglophone de l'encyclopédie en ligne Wikipédia, sous le nom d'utilisateur de Rosiestep. Elle est connue pour y avoir créé des milliers d'articles dans le but de réduire le biais de genre sur l'encyclopédie, par l'intermédiaire d'un projet destiné à augmenter la quantité et la qualité des biographies consacrées aux femmes. Elle est nommée co-wikipédienne de l'année en 2016 par Jimmy Wales.

## Contexte
Stephenson-Goodknight est la petite-fille de Paulina Lebl-Albala, féministe et présidente de l'université féminine de Yougoslavie,. Son grand-père David Albala, est un médecin et leader sioniste, qui sert durant un moment comme président de la communauté sépharade de Belgrade. Très jeune, elle manifeste un vif intérêt envers le domaine de la culture, mais son père la dissuade de poursuivre une carrière en anthropologie. Elle obtient alors un MBA.
Elle travaille à Las Vegas, Nevada comme administratrice pour une société du secteur de la santé.

## Contribution à Wikipédia

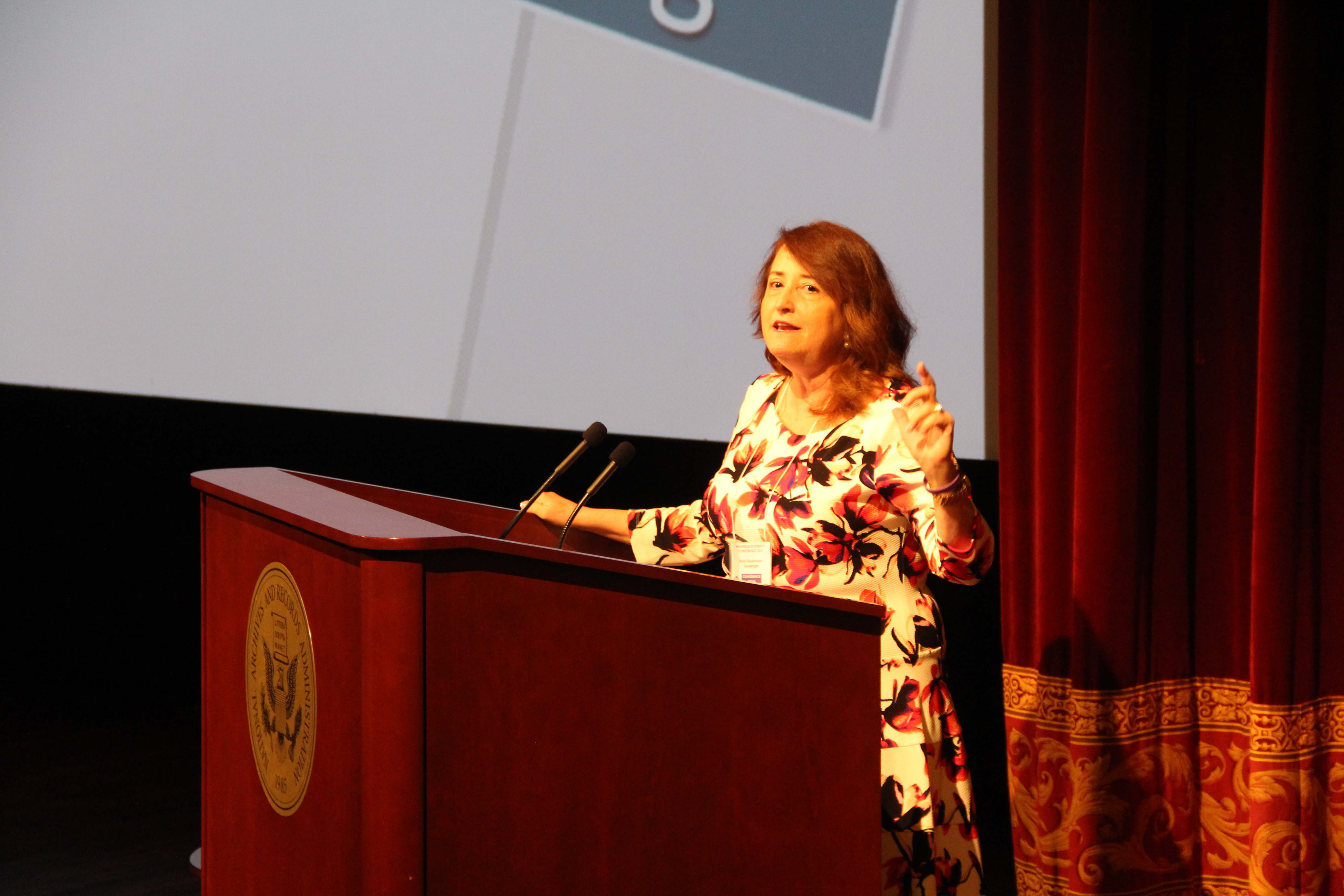
Stephenson-Goodknight à la Wikimedia Diversity Conférence à Washington, DC en 2016.

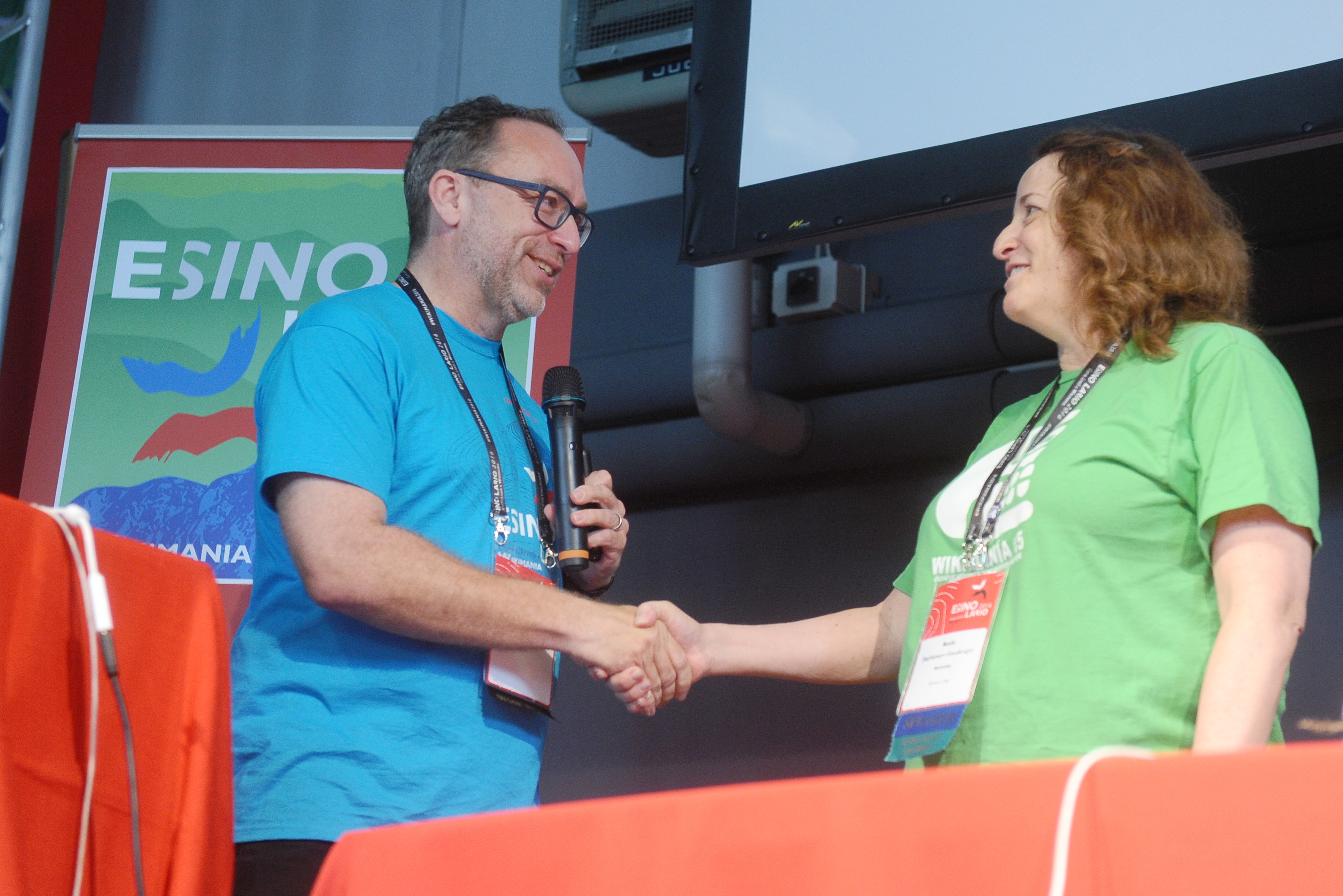
Stephenson-Goodknight à la Wikimania 2016 avec le cofondateur de Wikipédia Jimmy Wales.

Stephenson-Goodknight commence à contribuer à Wikipédia en 2007. C'est son fils qui lui apprend que Wikipédia peut être édité par tout le monde, ayant déjà édité un article sur une ville en Ukraine où il travaillait avec le Corps de la Paix. Elle commence à y contribuer un peu plus tard dans l'année, après y avoir cherché des informations sur la Book League of America et y avoir découvert un profond manque d'information sur internet, donc aucun article sur Wikipédia. Elle trouve que l'encyclopédie lui a d'une certaine manière permis de faire de l'anthropologie, et cite Margaret Mead comme influence :

« Some of you know that I am a cultural anthropologist at heart. I wanted to follow in the footsteps of Margaret Mead and study cultural anthropology at Barnard (my mom’s alma mater), like Margaret did. I wanted to travel to Papua New Guinea and do research on its people, like Margaret did. But my dad said ‘no’ to majoring in anthropology—he wanted something more practical for my university studies. So now, years later, I get to live the life of an armchair cultural anthropologist, writing articles about Goaribari Island and its cannibals. To all the girls out there with impractical dreams, this article is dedicated to you. »

Stephenson-Goodknight travaille pendant plusieurs années à la création d'articles portant sur la géographie, l'architecture et diverses biographies, avant de se concentrer sur l'écriture de biographies de femmes.
En 2013, elle est mise en avant par le Huffington Post britannique pour avoir écrit plus de 3 000 nouveaux articles sur Wikipédia, dont plus de mille étaient apparus dans la section « Le saviez-vous » de la page d'accueil. En 2016, elle a rédigé plus de 4 000 nouveaux articles depuis son inscription et a opéré plus de 100 000 modifications.
Elle est maître de cérémonie pour un évènement célébrant le quinzième anniversaire de Wikipédia à San Francisco, et y fait une présentation sur le « gender gap ».
En 2016, lors de l'évènement Wikimania, elle est élue Wikipédienne de l'année conjointement à Emily Temple-Wood, pour son action en faveur de la réduction du biais de genre sur Wikipédia. À ce titre, elle a cofondé les projets wikipédiens (WikiProjects) Women, Women writers et Women in Red, destinés à coordonner les efforts concernant les articles consacrés aux femmes. Ces projets permettent d'atteindre le seuil de 16,35 % d'articles biographiques consacrés à des femmes en juin 2016, contre seulement 15,5 % en 2014. Elle participe également à des projets connexes tels que l'edit-a-thon Art+Feminism en avril 2016.
Stephenson-Goodknight attire également l'attention sur les biais institutionnels présents dans les encyclopédies traditionnelles, notant que classiquement, la biographie d'un homme est cinq fois plus longue que celle d'une femme appartenant au même domaine. Elle avance qu'il y a suffisamment d'information disponible afin de rédiger des biographies de femmes plus longues, à condition que les gens soient prêts à la rechercher. Elle suggère aussi qu'il est possible pour les femmes de contribuer significativement à Wikipédia, en expliquant que :
« What Wikipedia needs is you, the female editor, with your unique aptitudes and interests and talkpage tone. Without you, gender imbalance and systemic bias continue on Wikipedia »
« [vous êtes] ce dont Wikipédia a besoin, des femmes contributrices, avec vos propres talents et intérêts, et votre propre manière de vous exprimer. Sans vous, le déséquilibre de genre et les biais systémiques se poursuivent sur Wikipédia. »